# 1989年8月17日月食
1989年8月17日月食为一次在协调世界时1989年8月17日出現的月全食。該次月食半影食分為2.596、全影食分為1.604。偏食維持了107分，全食維持48分。

## 概述
這次月食的食分是21.77，偏食維持了107分，全食維持48分。

## 基本參數
- 類型：月全食
- 食甚資料：
  - 日期：1989年8月17日
  - 時間：3:08
  - 月球位置：赤經21.77度、赤緯-13.6度
  - 食分：半影食分：2.596、全影食分：1.604
  - 持續時間：偏食107分、全食48分

## 外部連結
- NASA月食專頁（页面存档备份，存于）（英文）